# Antonija Iwanowa
Antonija Iwanowa, bułg. Антония Иванова (ur. 12 maja 1930 w Sofii, zm. 25 maja 2004 tamże) – bułgarska szachistka.

## Kariera szachowa
W latach 50. i 60. XX wieku należała do ścisłej czołówki bułgarskich szachistek. Wielokrotnie startowała w finałach indywidualnych mistrzostw kraju, sześciokrotnie (1951, 1952, 1954, 1957, 1958, 1967) zdobywając złote medale. Dwukrotnie (1957, 1963) uczestniczyła w szachowych olimpiadach (w obu przypadkach zajmując bułgarskie szachistki zajęły piąte miejsca).
Antonia Iwanowa z powodzeniem startowała w rozgrywkach o mistrzostwo świata, dwukrotnie awansując do turniejów pretendentek. Szczególnie pierwszy start był udany, w turnieju rozegranym w 1955 w Moskwie (do którego awansowała dzięki dzieleniu I-II miejsca w turnieju strefowym w Lipsku w 1954) zajęła bowiem VIII miejsce, co odpowiadało wówczas miejscu w pierwszej dziesiątce na świecie. W drugim przypadku (Suchumi 1964, awans z turnieju strefowego w Bad Neuenahr w 1963, gdzie zajęła IV miejsce) zajęła XVI miejsce, potwierdzając przynależność do szerokiej światowej czołówki.
W 1954 otrzymała tytuł mistrzyni międzynarodowej, natomiast w 1983 Międzynarodowa Federacja Szachowa przyznała jej honorowy tytuł arcymistrzyni, za wyniki osiągnięte w przeszłości.

## Życie prywatne
Mężem Antonii Iwanowej był arcymistrz Miłko Bobocow.